# 1991 SA1
1991 SA1 är en asteroid i huvudbältet som upptäcktes den 30 september 1991 av den australiensiske astronomen Robert H. McNaught vid Siding Spring-observatoriet.
Asteroiden har en diameter på ungefär 5 kilometer.